# ایلاریا اسپادا
ایلاریا اسپادا (ایتالیایی: Ilaria Spada؛ زادهٔ ۲۷ فوریهٔ ۱۹۸۱) بازیگر اهل ایتالیا است. پدر او ایتالیایی و مادرش سیسیلی-تونسی است.
از فیلم‌هایی که وی در آن‌ها نقش داشته است، می‌توان به یک خانواده وحشت‌انگیز اشاره نمود.